# Іст-Ліверпуль (Огайо)
Іст-Ліверпуль (англ. East Liverpool) — місто (англ. city) в США, в окрузі Коламбіана штату Огайо. Населення — 9958 осіб (2020).

## Географія
Іст-Ліверпуль розташований за координатами 40°37′59″ пн. ш. 80°34′2″ зх. д. / 40.63306° пн. ш. 80.56722° зх. д. (40.633011, -80.567229).  За даними Бюро перепису населення США в 2010 році місто мало площу 12,32 км², з яких 11,82 км² — суходіл та 0,51 км² — водойми.

## Демографія
Згідно з переписом 2010 року, у місті мешкало 11 195 осіб у 4601 домогосподарстві у складі 2892 родин. Густота населення становила 908 осіб/км².  Було 5316 помешкань (431/км²).
Расовий склад населення:
| - 91,7 % — білих - 4,6 % — чорних або афроамериканців - 0,2 % — корінних американців - 0,2 % — азіатів |

До двох чи більше рас належало 3,0 %. Частка іспаномовних становила 1,1 % від усіх жителів.
За віковим діапазоном населення розподілялося таким чином: 25,4 % — особи молодші 18 років, 60,0 % — особи у віці 18—64 років, 14,6 % — особи у віці 65 років та старші. Медіана віку мешканця становила 37,6 року. На 100 осіб жіночої статі у місті припадало 90,7 чоловіків;  на 100 жінок у віці від 18 років та старших — 86,5 чоловіків також старших 18 років.
Середній дохід на одне домашнє господарство  становив 40 452 долари США (медіана — 29 385), а середній дохід на одну сім'ю — 49 125 доларів (медіана — 39 828). Медіана доходів становила 38 107 доларів для чоловіків та 30 141 долар для жінок. За межею бідності перебувало 28,9 % осіб, у тому числі 41,1 % дітей у віці до 18 років та 6,2 % осіб у віці 65 років та старших.
Цивільне працевлаштоване населення становило 4035 осіб. Основні галузі зайнятості: освіта, охорона здоров'я та соціальна допомога — 23,5 %, виробництво — 15,8 %, мистецтво, розваги та відпочинок — 14,9 %.